# Pseudotyrannochthonius octospinosus
Pseudotyrannochthonius octospinosus es una especie de arácnido del orden Pseudoscorpionida de la familia Chthoniidae.

## Distribución geográfica
Se encuentra en Chile.